# Puerto Rico (Spagna)

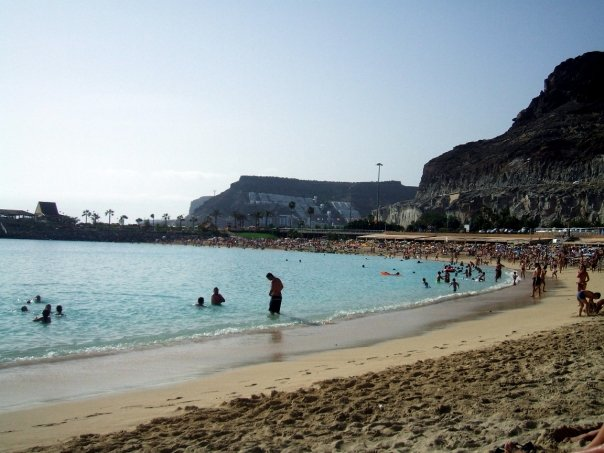
La spiaggia di Amadores

Puerto Rico, conosciuta anche come Puerto Rico de Gran Canaria, è una località turistica delle Isole Canarie, del comune di Mogán, nella zona sud-occidentale dell'isola Gran Canaria. L'urbanizzazione turistica iniziò a cavallo degli anni sessanta e settanta e ben presto la località si riempì di ville, appartamenti, alberghi e motel. Nel 2005 i residenti erano 2.561.
Il clima tropicale del posto, soprattutto nel ramo di costa tra Puerto Rico e Arguineguín fino a Puerto de Mogán,  è considerato tra i migliori del mondo per la sua temperatura stabile e soleggiata, che oscilla tra la primavera e l'estate durante tutto l'anno. 
Molto famosa è anche la spiaggia bianca della vicina Amadores.

## Fonte di ispirazione
Nel 1509 i conquistadores spagnoli, ispirandosi alle spiagge di questa località, battezzarono col nome di Puerto Rico l'insediamento originale di quella che in seguito sarebbe diventata San Juan Bautista de Puerto Rico, ovvero San Juan, la capitale di Porto Rico.